# 브레멘주
브레멘주 또는 공식 명칭 브레멘 프리 한제슈타트(Freie Hansestadt Bremen→자유 한자시 브레멘)는 독일의 연방주로 면적과 인구 모두에서 가장 작은 주이다.

## 지리
브레멘 주는 서로 떨어져 있는 브레멘(Bremen)과 브레머하펜(Bremerhaven)으로 이루어져 있다. 두 도시 모두 베저강 강가에 있으며, 브레머하펜은 강 하류 북해 연안에 있다. 두 도시는 모두 하노버 지방로 둘러싸여 있다.